# 霍爾丁福德 (明尼蘇達州)
霍爾丁福德（英語：Holdingford）是一個位於美國明尼蘇達州斯特恩斯縣的城市。

## 人口
根據2020年美國人口普查的數據，霍爾丁福德的面積為2.33平方千米，皆為陸地。當地共有人口743人，而人口密度為每平方千米319人。